# Juan de Torquemada (cardenal)
Juan de Torquemada, O.P. (Valladolid, Castilla la Vieja, 1388-Roma, 26 de septiembre de 1468), fue un cardenal, obispo, fraile dominico, filósofo, teólogo y canonista español.

## Biografía
Nació en Valladolid en 1388. Era hijo de Álvar Fernández de Torquemada, regidor de Valladolid y miembro del influyente linaje de los Tovar. Hay quien asegura que sus abuelos eran judíos conversos, aunque un estudio realizado en 2020 de todos los ancestros de Juan de Torquemada no encontró judíos conversos en su familia. El Inquisidor general Tomás de Torquemada, O.P., era sobrino suyo.
Ingresó muy joven en la Orden de Predicadores, tomando el hábito en el Convento de san Pablo de Valladolid, donde inició sus estudios de Letras clásicas, Humanidades, Filosofía y Teología, continuándolos en Salamanca. En 1417 formó parte de la delegación de castellana que acudió al Concilio de Constanza. Terminado el Concilio, Juan fue enviado a continuar sus estudios en la Universidad de París, donde obtuvo los títulos de licenciado (1424) y doctor (1425) en Sagrada Teología. 
Entonces regresa a Castilla y es nombrado profesor y prior del Convento de san Pablo de Valladolid, cargos que ejercerá hasta 1431. Ese año es nombrado prior del Convento de San Pedro Mártir de Toledo.
De aquí pasó a Roma y estuvo en Basilea a comienzos del Concilio. El Papa Eugenio IV lo envió después a la Junta de Núremberg y luego a Florencia, a donde fue trasladado el Concilio. Torquemada sostuvo siempre a los latinos contra las pretensiones y dogmas de los griegos, y con no menos tesón las prerrogativas de la Silla Romana contra las máximas de los doctores galicanos, servicios que el reconocimiento de Eugenio premió con la púrpura, habiéndole creado cardenal del título de Santa Sabina juntamente con Bessarion, el Griego, y con los españoles Juan de Carvajal, y Alfonso de Borja (que luego fue papa con el nombre de Calixto III). 
Ayudó mucho Torquemada a la conciliación de Carlos VII de Francia con Eugenio, y a las paces entre aquel monarca y Enrique VI de Inglaterra. Mereció la universal reputación de uno de los grandes teólogos de aquel tiempo, en que la autoridad y decisión de estos influía en la suerte de los Estados: así que apenas había duda o caso arduo en que no se le consultase.
Parece que influyó poderosamente en la introducción de la imprenta en Italia.
Fue obispo de Cádiz y de Orense, y en Italia gozó también de los títulos de obispo de Albano y de Sabina bajo los pontificados de Nicolás V y de Pío II. En Roma fundó el Convento de la Minerva, y en Valladolid reedificó el de San Pablo, restableciendo en él la observancia.
Falleció en Roma en 1468, a los 80 años de edad. Sus restos descansan en la iglesia de San Miguel Arcángel, de la localidad de Villalón de Campos (Valladolid).

## Obras

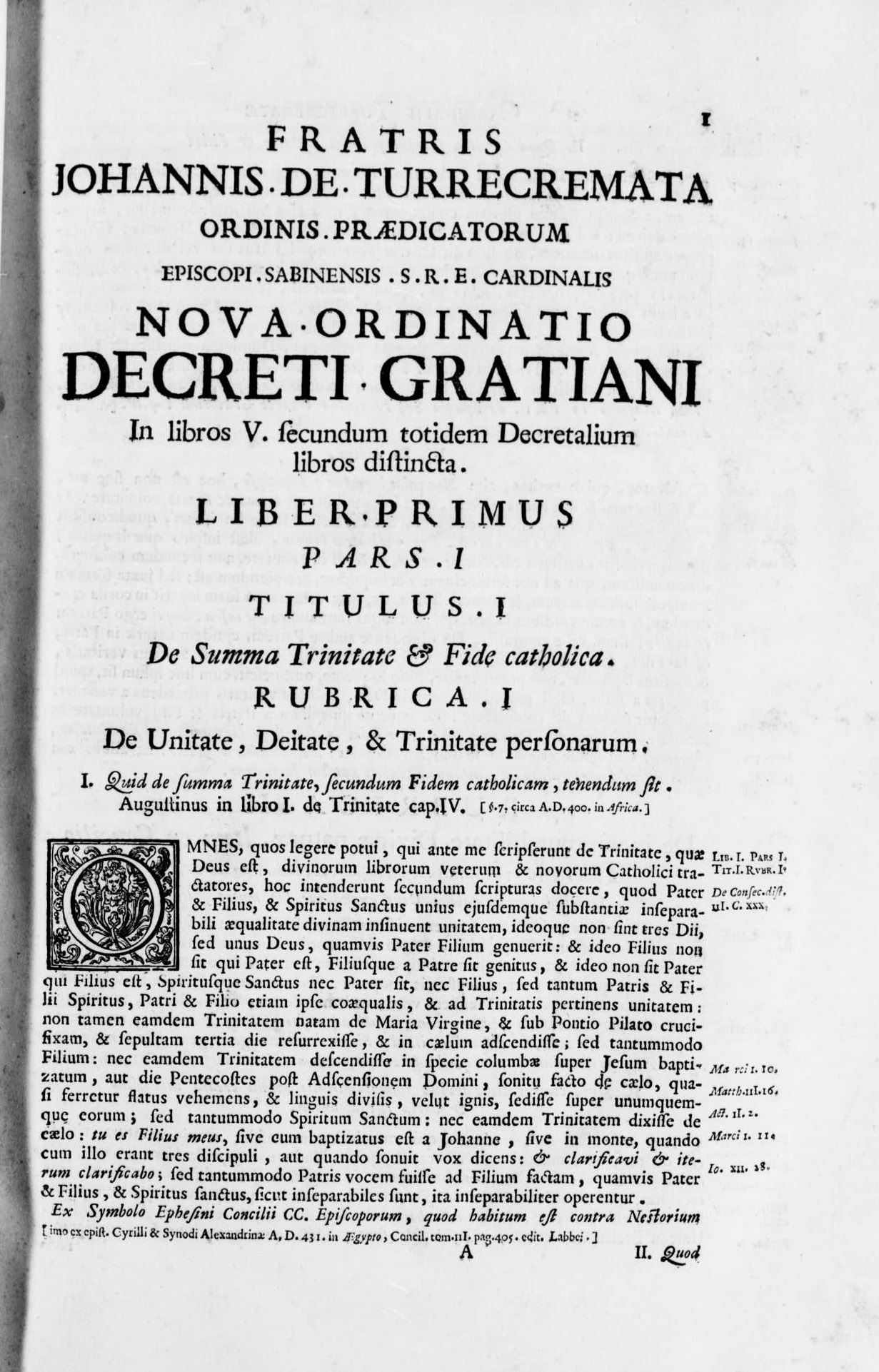
Decretum Gratiani, 1727.

Dejó escritos unos Comentarios al decreto de Graciano, divididos en cinco partes. 
La suma eclesiástica dedicada a Nicolás V, en que responde a los enemigos del papa: algunos creen que este es el tratado de la Potestad del papa, y del emperador, que tuvo MS en su biblioteca el conde duque de Olivares.
Publicó también un libro Del agua bendita, de su virtud y eficacia; Meditaciones de la vida de Christo; Comentarios a la Regla de San Benito; Breve y útil declaración de los salmos; Qüestiones espirituales sobre los Evangelios de todo el año, los cuales distinguen algunos de los sermones de las ferias y dominicas, y de los santos. Un Tratado contra los principales errores de Mahoma. Otro Sobre la verdad de la Concepción de la Santísima Virgen. Una Colección de sentencias de Santo Tomás sobre la autoridad del papa y del concilio general en respuesta al orador del Concilio de Basilea. 
Un Aparato acerca del decreto de la unión de la Iglesia Griega, publicado en el Concilio de Florencia. 
Un Tratado de la salud del alma. Otro Del Cuerpo de Christo: y otros varios que se guardan en la Biblioteca Vaticana, en la de la Minerva, y en la de San Lorenzo el Real de El Escorial.
| Predecesor: Juan González | Obispo de Cádiz 1440 – 1442  | Sucesor: Gonzalo Venegas |
| Predecesor: Diego Rapado  | Obispo de Orense 1443 – 1447 | Sucesor: Pedro de Silva  |